# Campo el Huarache
Campo el Huarache är en ort i Mexiko.   Den ligger i kommunen Culiacán och delstaten Sinaloa, i den västra delen av landet, 1 000 km nordväst om huvudstaden Mexico City. Campo el Huarache ligger 14 meter över havet och antalet invånare är 154.
Terrängen runt Campo el Huarache är mycket platt. Runt Campo el Huarache är det ganska tätbefolkat, med 155 invånare per kvadratkilometer. Närmaste större samhälle är Culiacán, 17,1 km nordost om Campo el Huarache. Trakten runt Campo el Huarache består till största delen av jordbruksmark.